# Westraltrachia alterna
Westraltrachia alterna är en snäckart som beskrevs av Tom Iredale 1939. Westraltrachia alterna ingår i släktet Westraltrachia och familjen Camaenidae. IUCN kategoriserar arten globalt som sårbar. Inga underarter finns listade i Catalogue of Life.